# Университет Тюо
Университет Тюо (яп. 中央大学 тю:о:-дайгаку) — частный университет в Японии. Расположен в городе Хатиодзи (префектура Токио).

## История
Университет был основан в 1885 году как Английская Школа Юриспруденции (яп. 英吉利法律学校 игирису-хо:рицу-гакко:); поначалу он располагался в старой самурайской усадьбе. Основателями стали 18 молодых юристов во главе с Масудзимой Рокуитиро. Через 2 года после основания в школе учились уже 600 студентов. В 1889 году школа переехала в новое здание и была переименована в Токийский колледж юриспруденции (東京法学院大学). В 1905 году, после открытия кафедры экономики, колледж поменял своё название на Тюо («центральный»), а в 1920 году он официально приобрёл статус университета.
В 1978 году университет переехал в новые здания в западном Токио, после чего продолжил открывать новые факультеты и кафедры.

## Состав
На начало XXI века в составе университета 8 факультетов, четыре средние школы и 9 НИИ. С 2021 года президентом университета является Каваи Хисаси.